# Province floristique de Californie
Pour les articles homonymes, voir Californie (homonymie).
La province floristique de Californie est une région floristique de climat méditerranéen formant une bande côtière dans le sud-ouest de l'Amérique du Nord. Cette région est identifiée comme un point chaud de biodiversité par Conservation International.

## Description

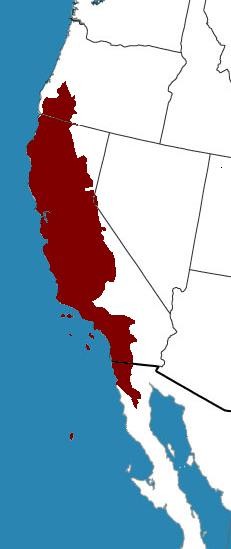
Province floristique de Californie

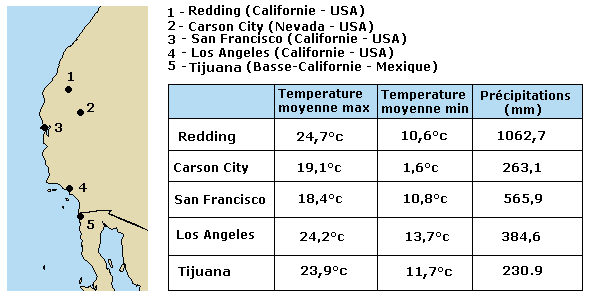
Tableau comparatif du climat de 5 villes de la zone étudiée avec leur localisation

Ce point chaud s'étend sur 293 804 km2 le long de la côte pacifique des États-Unis et du Mexique et comprend le sud-ouest de l'Oregon, une grande partie de la Californie (70 % de l'État - excepté l'extrême nord-est et le sud-est) et l'extrême-nord de la Basse Californie (Mexique).
C'est une région géologiquement et physiquement complexe, d'où sa diversité. On retrouve quatre chaînes côtières : les monts Klamath (SE. Oregon/NO. Californie), les chaînes côtières du Pacifique (De Trinidad Head à Point Arguello, seulement la portion californienne), les Transverse Ranges (de Point Arguello au comté de San Bernardino à l'est, S. Californie), les Peninsular Ranges (de Los Angeles à la Basse-Californie, NO. Mexique). Deux chaînes de montagnes intérieures : la chaîne des Cascades (du pic Lassen, N.O Californie, au centre de l'Oregon) et la sierra Nevada (du pic Lassen au désert de Mojave, SO. Californie), séparées par la Vallée centrale (du N. au centre.S. de la Californie). Cette topographie fait donc de cette province l'une des zones les plus montagneuses de l'Amérique du Nord avec plusieurs pics dépassant les 3 500 m d'altitude dont le mont Whitney et ses 4 412 m ce qui en fait le plus haut sommet des États-Unis hors Alaska, soit le 12e plus haut du pays.
Le climat est globalement méditerranéen selon la Classification de Köppen avec des étés chauds et secs et des hivers doux et pluvieux. Néanmoins l'étirement important de cette zone ainsi que l'influence combinée de l'Océan Pacifique et des différentes chaînes de montagnes de cette province permettent l'apparition de nombreux microclimats. La pluviométrie peut foncièrement varier entre le sud semi-aride et chaud et le nord beaucoup plus arrosé et plus frais. La carte à droite montre les variations de température et de précipitations notables entre 5 points de la province floristique de Californie. De ce fait il apparaît un grand nombre d'écosystèmes: steppes d'armoises, chaparral, forêts de genévriers, pins, sapins, séquoias, sapins de Douglas sempervirentes tempérées, dunes, marais salants, etc.
On dénote trois régions distinctes qui s'articule autour de la sierra Nevada. La Cismontane region forme la partie à l'ouest de la sierra Nevada et donc très influencée par le Pacifique. La Montane region correspond à la végétation de haute altitude se développant tout le long de la sierra Nevada et des montagnes alentour. La Transmontane region, située à l'est de la sierra Nevada, ne subit pas les influences océaniques et présente donc un climat semi-aride.

### Cismontane region
- Coastal Strand
- Coastal Prairie
- Coastal Salt Marsh
- Chaparral (Hard Chaparral)
- Closed-Cone Pine Forest

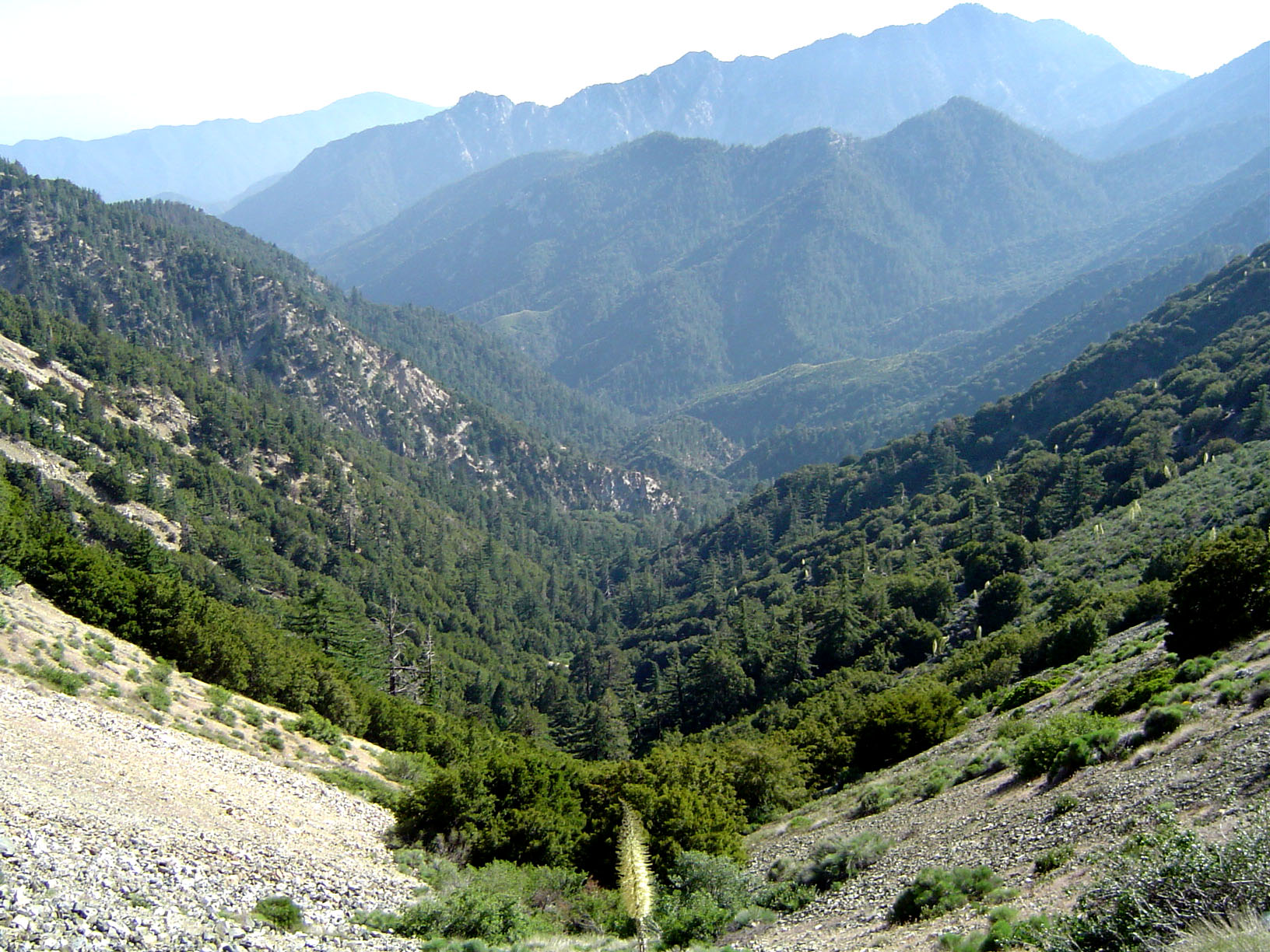
Chaparral de montagnes dans les Transverse Ranges

- Coastal Sage Scrub (Soft Chapparal)
- Freshwater Marsh
- Maritime Coast Range Ponderosa Pine forests

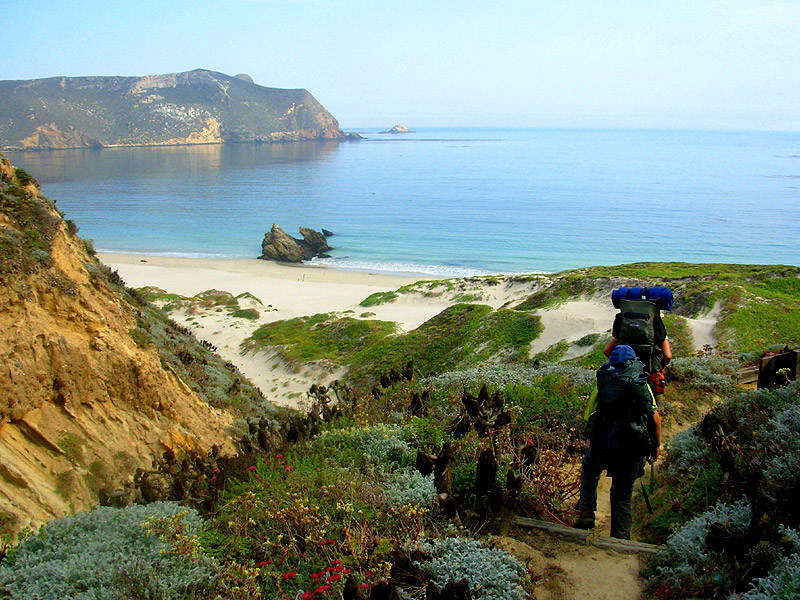
L'île San Miguel dans les Channel Islands

- Montane Chaparral

- North Coastal Forest
- Northern Coastal Scrub
- Riparian Woodland
- Valley and Foothill Woodland
- Valley Grassland

### Montane region

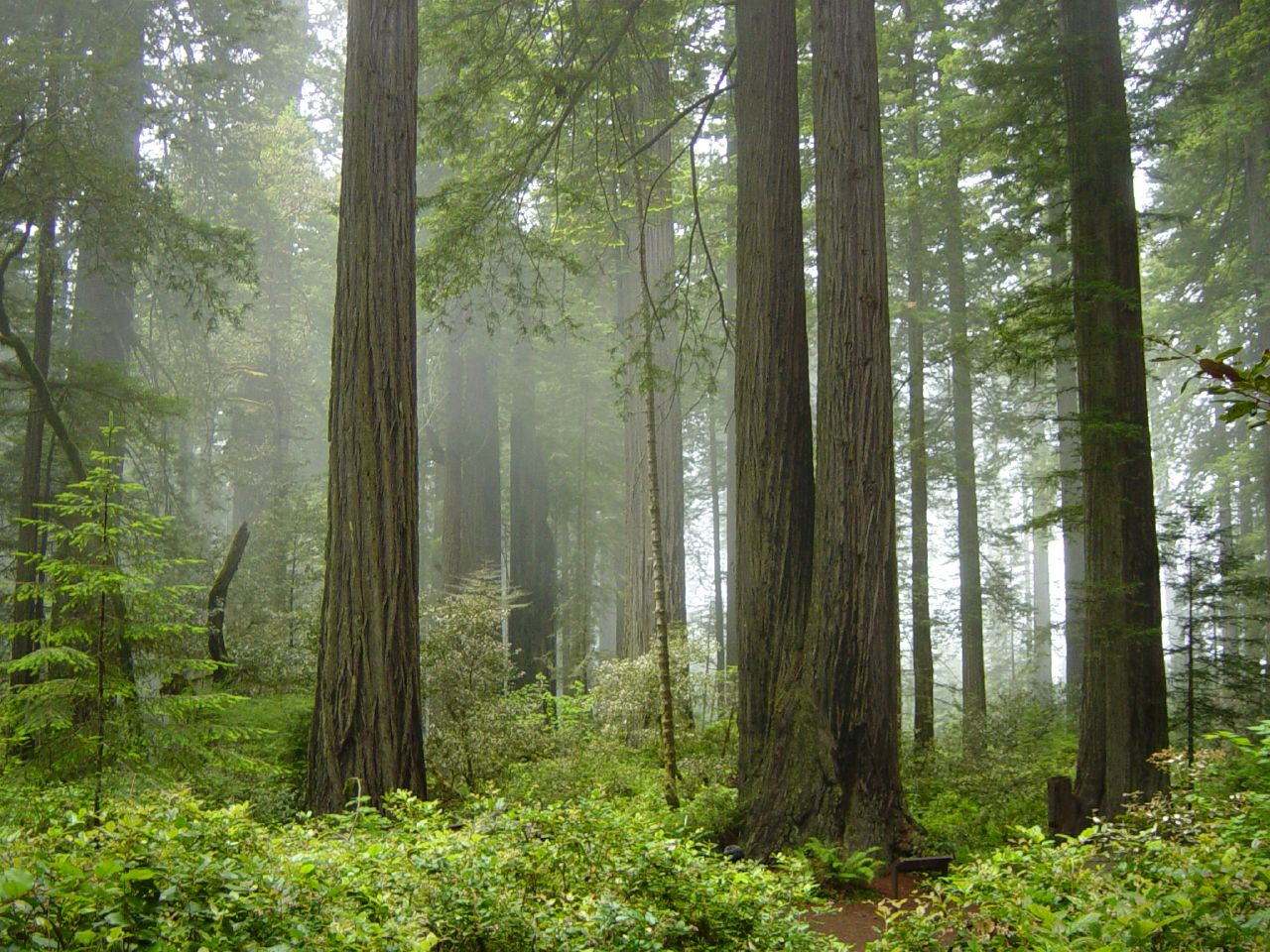
Séquoias à feuilles d'if dans le parc national de Redwood

- Montane Coniferous Forest
- Montane Chaparral
- Subalpine Forest
- Montane Meadow
- Alpine Fell-field

### Transmontane region
- Pinyon-Juniper Woodland
- Sagebrush
- Shadscale Scrub
- Alkali Sink Scrub
- Joshua Tree Woodland
- Creosote Bush Woodland

## Biodiversité
Comme les quatre autres régions méditerranéennes (Bassin méditerranéen, Afrique du Sud, Chili et Australie) cette région possède une concentration extrême d'espèces végétales avec un endémisme très élevé. On dénombre 18 743 espèces végétales cataloguées aux États-Unis, près d'un cinquième sont présentes dans cette zone, soit 3488 espèces de plantes vasculaires dont 2124 ne sont présentes nulle part ailleurs soit un endémisme de 61 %. La province floristique de Californie compte donc plus de 18 % des plantes vasculaires des États-Unis pour seulement 3 % du territoire. Quatre régions dans cette zone se distinguent pour leur biodiversité exceptionnelle : la sierra Nevada, les Transverse Ranges au sud de la Californie, le Klamath-Siskiyou, un massif montagneux côtier entre la Californie et l'Oregon, ainsi que les chaînes côtières du Pacifique. Le Klamath-Siskiyou supporte l'une des forêts tempérées de conifères les plus riches du monde. Parmi ces conifères croissent deux espèces de séquoias : le Séquoia à feuilles d'if (Sequoia sempervirens), le plus grand arbre du monde en moyenne et le Séquoia géant (Sequoiadendron giganteum), l'organisme le plus massif du monde. De plus les sols dominés par de la serpentine produisent un substrat pauvre mais paradoxalement très riche en espèces : on estime que 10 % des plantes endémiques à la province floristique de Californie y vivent.

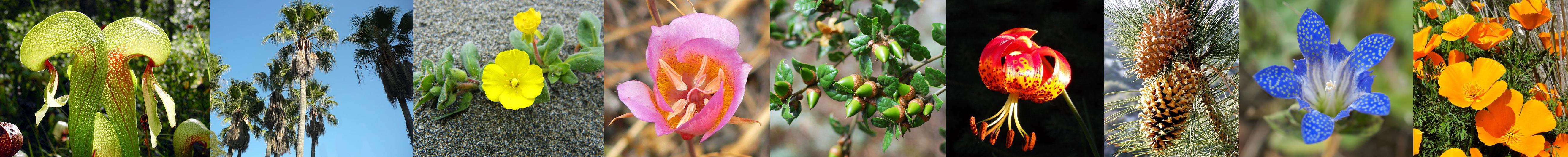
Panorama végétal de la province floristique de Californie. Darlingtonia californica, Washingtonia filifera, Camissonia cheiranthifolia, Calochortus plummerae, Quercus agrifolia, Lilium pardalinum, Pinus coulteri, Gentiana affinis var ovata, Eschscholtzia californica (la fleur de l'État de Californie).

Comme dans les autres régions au climat méditerranéen, la diversité animale est moindre.
- Oiseaux : On trouve seulement 340 espèces d'oiseaux et 10 endémiques. L'île mexicaine de Guadalupe forme un EBA avec le Junco de Guadalupe, ainsi que deux espèces éteintes : le Océanite et le Caracara de Guadalupe. L'oiseau le plus emblématique de cette zone est probablement le Condor de Californie, lui aussi très menacé. Plus grand oiseau d'Amérique du Nord, il a failli disparaître - à cause des plombs de chasse intoxiquant les cadavres dont ils se nourrit - à la fin du XXe siècle lorsqu'en 1985 ses effectifs se limitaient à 9 individus. Un rigoureux programme d'élevage a sauvé l'espèce in extremis avec aujourd'hui plus de 120 individus, même si l'espèce reste encore gravement menacée[5]. Si le nombre d'espèces reste donc moyen, cette province et notamment les côtes californiennes constituent la zone de nidification la plus densément peuplée des États-Unis, notamment pour les espèces marines.

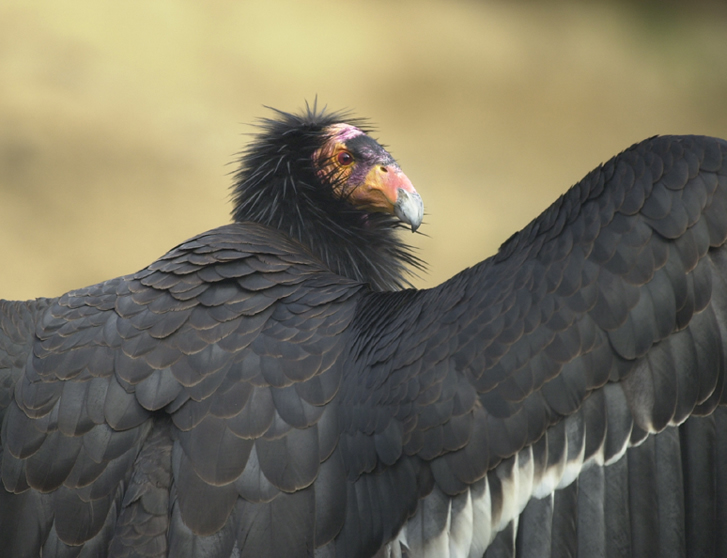
Condor de Californie

- Mammifères : 18 des 157 espèces de mammifères de la zone sont endémiques. Néanmoins la plupart des grands mammifères nord-américains autrefois présents dans la région ont disparu comme le Loup gris, le Grizzli, le Bison d'Amérique ou le Jaguar. Les autres mammifères notables sont le Renard nain (Vulpes macrotis) et le Renard gris insulaire (Urocyon littoralis), le Cerf de Roosevelt (Cervus canadensis roosevelti) ainsi que le Wapiti de Tule (Cervus canadensis nannodes), respectivement la plus grande et la plus petite sous-espèce de Wapiti.
- Reptiles et amphibiens : 69 reptiles vivent dans la province floristique de Californie et seules 4 espèces sont endémiques, dont deux à l'île de Cedros à l'ouest de la Péninsule de Basse-Californie: le Crotale diamantin de Cedros (Crotalus exsul) et le Lézard-cornu de Cedros (Phrynosoma cerroense). Par contre presque 55 % des 46 espèces d'amphibiens de la zone sont endémiques, on trouve notamment une forte diversité d'espèces de salamandres avec des espèces telles que la Salamandre de San Gabriel (Batrachoseps gabrieli) ou la Salamandre tigrée de Californie (Ambystoma californiense).

De plus à elle seule la Californie compte 30 % des insectes présents aux États-Unis soit près de 28 000 espèces, et 9000 sont endémiques.

## Menaces

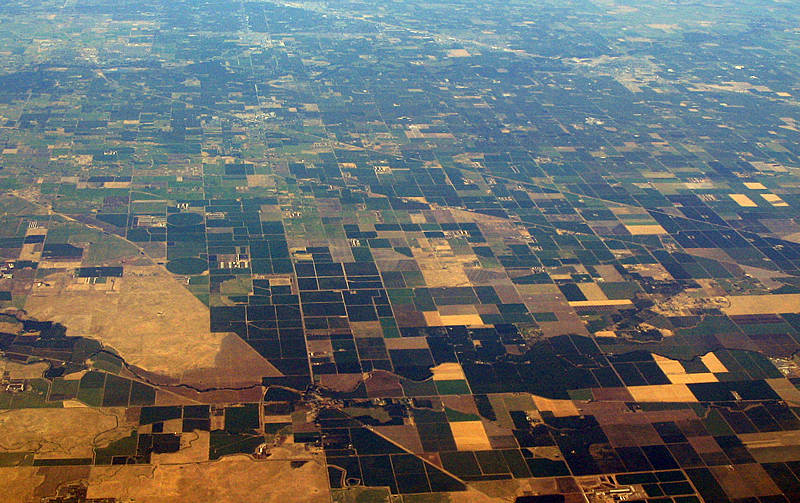
La Vallée centrale de Californie connait une production agricole particulièrement intensive.

Les menaces qui pèsent sur ce point chaud sont nombreuses. En effet la Californie - qui représente la quasi-totalité de cette province - possède l'une des économies les plus prospères du monde. Avec, en 2022, plus de 38 millions d'habitants pour un PIB d'environ 3 600 milliards de dollars, cet État est à la fois le plus peuplé et le plus riche des États-Unis. Seul il serait la 5e puissance économique mondiale. Évidemment ce dynamique économique a un coût écologique important. La Californie est considérée comme le 4e État américain le plus dégradé avec une pression humaine intense incluant l'agriculture intensive, l'élevage, l'urbanisation, les industries polluantes, la construction de routes, le déboisement, les espèces invasives etc. L'agriculture notamment est une menace importante : la production agricole californienne est plus importante que celle de tous les autres États américains réunis, avec un poids économique s'élevant à près de 36 milliards de dollars en 2010 et incluant 350 productions dont certaines sont rares dans les autres États américains : vignes, olives, amandes (80 % de la production mondiale), pistaches, prunes, pêches, grenades, légumes-feuilles, etc. La Californie est en plus le 2e producteur américain d'oranges et de bétail respectivement après la Floride et le Texas. Ces pressions diverses ont engendré une détérioration majeure de certains milieux naturels comme les forêts de Séquoias à feuilles d'if et de Pins ponderosa, les forêts fluviales et les zones marécageuses. De plus la forte urbanisation dans le sud de l'État notamment limite énormément les feux naturels qui permettent le renouvellement de la végétation pyrophyte. Finalement seuls 73 451 km2 subsistent soit 25 % de la surface initiale.

## Conservation

Le Séquoia géant « General Sherman », dans le parc national de Sequoia, est l'arbre le plus massif du monde.

Malgré sa situation préoccupante, la province floristique de Californie bénéficie d'infrastructures et d'une gestion de qualité. Les États-Unis restent un pays peu corrompu (24e sur 183 pays selon Transparency International en 2011) avec une rigoureuse supervision administrative et un réseau d'espaces naturels protégés généralement bien entretenus. De ce fait on retrouve presque 111 000 km2 - soit 37 % de cette province floristique - sous protection officielle, même si moins d'un tiers est classé en catégories I à IV par l'UICN. La région inclut donc 9 parcs nationaux (1 en Oregon, 6 en Californie, 2 en Basse-Californie), près de 50 régions sauvages (dirigées par le Service des forêts des États-Unis), 16 National Wildlife Refuges (dirigés par le United States Fish and Wildlife Service), 107 parcs d'état, 6 installations des forces militaires américaines et plus de 50 aires protégées par des ONG. La protection de ces espaces sont souvent le fruit d'organisations tel que le Sierra Club, le Nature Conservancy et la Wilderness Society.
Liste des parcs nationaux de la province floristique de Californie :
- Oregon
  - Parc national de Crater Lake
- Californie
  - Parc national des Channel Islands
  - Parc national de Kings Canyon
  - Parc national de Redwood
  - Parc national de Sequoia
  - Parc national de Yosemite
  - Parc national volcanique de Lassen
- Basse-Californie
  - Parque Nacional Constitución de 1857
  - Parque Nacional Sierra de San Pedro Mártir.